# Tre fratelli
Tre fratelli (italià: Tres germans) és una pel·lícula italiana del 1981 basada en una obra d'Andrei Platónov. Va ser dirigit per Francesco Rosi i protagonitzat per Philippe Noiret, Vittorio Mezzogiorno, Michele Placido i Charles Vanel.
La pel·lícula va guanyar el premi Boston Society of Film Critics a la millor pel·lícula estrangera, i el Nastro d'Argento al millor director i millor actor. Va rebre una nominació per a un Oscar a la millor pel·lícula de parla no anglesa. Es va projectar fora de competició al 34è Festival Internacional de Cinema de Canes.

## Argument
Una dona gran, matriarca d'una família italiana, mor en una masia del sud d'Itàlia. Donato, el seu marit, convoca a la masia els seus tres fills adults residents a diferents ciutats, on cadascun d’ells s'enfronta a problemes personals difícils. Raffaele, un dels seus fills i jutge a Roma, està contemplant presidir un cas de terrorisme en el qual estaria en risc de ser assassinat. Per tal de perseguir el seu desig d'ajudar els joves amb problemes, un altre fill, Rocco, que resideix a Nàpols, és devot i treballa com a conseller en un centre penal per a nois. Nicola, el tercer fill, resideix a Torí i treballa en una fàbrica implicat en un conflicte laboral mentre fa malabars amb un matrimoni trencat. Cadascun dels homes tracta el seu greuge a la seva manera i alhora lluita contra altres problemes emocionals. Els fills reflexionen sobre el passat i somien desperts sobre el futur: Raffaele visualitza la seva desaparició, Rocco somia amb rescatar la joventut de Nàpols del crim, les drogues i la corrupció, i Nicola es veu abraçant la seva dona separada. Mentre passen dol junts, l'ancià i la seva petita néta, filla de Nicola, exploren els ritmes de la granja.

## Repartiment
- Philippe Noiret - Raffaele Giuranna
- Michele Placido - Nicola Giuranna
- Vittorio Mezzogiorno - Rocco Giuranna i jove Donato
- Andréa Ferréol – Esposa de Raffaele
- Maddalena Crippa - Giovanna
- Rosaria Tafuri - Rosaria
- Marta Zoffoli - Marta
- Tino Schirinzi – Amic de Raffaele
- Simonetta Stefanelli – Esposa de Donato de jove
- Pietro Biondi – Primer jutge
- Charles Vanel - Donato Giuranna
- Accursio Di Leo - primer amic al bar
- Luigi Infantino - segon amic al bar
- Girolamo Marzano - amic de Nicola
- Gina Pontrelli - mare dels germans

## Ubicacions de la pel·lícula
La pel·lícula va ser rodada i ambientada a Altamura, Cassano delle Murge, Gravina in Puglia i en altres llocs a Murgia.
Alguns plans es van rodar a Matera i a la platja de Nova Siri.
A Nàpols, en canvi, l'escena de la presó de menors es va rodar al Real Albergo dei Poveri, altres escenes menors es van rodar a Roma.

## Curiositat
A la pel·lícula Baaria de Giuseppe Tornatore, a l'escena en què Peppino Torrenuova acompanya el seu fill a l'emissora, es poden entreveure els cartells de la pel·lícula Tre fratelli al fons.
Després d'actuar junts en aquesta pel·lícula, Michele Placido i Vittorio Mezzogiorno també actuaran a la sèrie de televisió La piovra.

## Premis
- 1982 - Premi de l'Acadèmia
  - Nominació Millor pel·lícula en llengua estrangera (Itàlia)
- 1981 - David di Donatello
  - Millor director a Francesco Rosi
  - Millor guió a Francesco Rosi i Tonino Guerra
  - Millor actriu de repartiment a Maddalena Crippa
  - Millor actor secundari a Charles Vanel
  -  Millor fotografia a Pasqualino De Santis
  - Nominació Millor pel·lícula a Francesco Rosi
  - Nominació Millor banda sonora a Piero Piccioni
  - Nominació Millor escenografia a Andrea Crisanti
  - Nominació Millor vestuari a Gabriella Pescucci
- 1981 - Nastro d'argento
  - Director de la millor pel·lícula a Francesco Rosi
  - Millor actor protagonista a Vittorio Mezzogiorno
  - Millor fotografia a Pasqualino De Santis
  - Nominació Millor actriu secundària a Maddalena Crippa
- 1982 - Globo d'oro
  - Millor pel·lícula a Francesco Rosi